# A Föld körül
A Föld körül egy nagy terjedelmű, 20. század eleji útleírás.
Gáspár Ferenc orvos utazásait 6 vaskos, díszes borítójú kötetben bemutató alkotás a Singer és Wolfner Irodalmi Intézet Rt. jóvoltából jelent meg Budapesten 1906 és 1908 között. A mintegy 1200 illusztrációt tartalmazó, terjedelmében 3100 nyomtatott oldalt meghaladó műnek reprint, illetve elektronikus kiadása 2020-ig nem jelent meg. 

## Kötetbeosztása
Kötetbeosztása a következő (eredeti helyesírással):
- I. kötet. Délamerika. (4, 588 l., 21 kép.) 1906
- II. kötet. Nyugot-India és Afrika. (4, 548 l., 20 kép.) 1906
- III. kötet. Kelet- és Hollandus-India. (479 l., 26 kép.) 1906
- IV. kötet. Vitorlával Ázsia körül. (4, 473, 5 l., 31 tábla.) 1907
- V. kötet. Ausztrália, Csendesoceáni szigetek, Japánok, Khina, Szibéria. (3, 588 l., 15 tábla.) 1908
- VI. kötet. A tengerészet lovagkora. (4, 499 l., 11 tábla.) 1907